# Crystal Japan
Crystal Japan is een instrumentaal nummer van de Britse muzikant David Bowie, uitgebracht als single in Japan in 1980. Het nummer werd opgenomen in 1979 en werd gebruikt in een Japanse reclame voor de sake Crystal Jun Rock, waarin Bowie ook een rol speelde. Hij zei echter dat het nummer niet specifiek was geschreven voor deze reclame. De originele titel van het nummer was "Fuje Moto San" en zou de laatste track worden op het album Scary Monsters (and Super Creeps) totdat het werd vervangen door "It's No Game (No. 2)".
Het nummer werd uitgebracht op de B-kant van de single "Up the Hill Backwards" in maart 1981. Oorspronkelijk zou "Teenage Wildlife" de B-kant worden van dit nummer, totdat Bowie ontdekte dat de fans hoge prijzen betaalden voor de import van de single "Crystal Japan", en stond erop dat het nummer ook in het Verenigd Koninkrijk werd uitgebracht.

## Tracklijst
1. "Crystal Japan" (Bowie) - 3:08
2. "Alabama Song" (Bertolt Brecht/Kurt Weill) - 3:50